# Liste des épisodes de Heroes
Cet article présente la liste des épisodes du feuilleton télévisé américain Heroes.
Tim Kring a souhaité organiser la série sur le modèle des comics américains : les épisodes sont des chapitres s’inscrivant dans des tomes, une saison peut contenir plusieurs tomes.

## Panorama des saisons
| 1             | 23 | 2006-2007 | 25 septembre 2006 | 21 mai 2007     | 28 août 2007       | 2 octobre 2007    | 17 septembre 2007 |               |               |               |
| 2             | 11 | 2007      | 24 septembre 2007 | 3 décembre 2007 | 26 août 2008       | 2 septembre 2008  | 1er octobre 2008  |               |               |               |
| 3             | 25 | 2008-2009 | 22 septembre 2008 | 27 avril 2009   | 1er septembre 2009 | 8 décembre 2009   | 2 septembre 2009  |               |               |               |
| 4             | 19 | 2009-2010 | 21 septembre 2009 | 8 février 2010  | 27 juillet 2010    | 28 septembre 2010 | indéterminée      |               |               |               |
| Heroes Reborn | 13 | 2015-2016 | 24 septembre 2015 | 21 janvier 2016 | 22 avril 2016      | 26 avril 2016     | indéterminées     | indéterminées | indéterminées | indéterminées |

## Liste des épisodes
Note : Lors de la diffusion dans les pays francophones, les titres d'épisodes ne sont parfois pas les mêmes. Les premiers titres indiqués correspondent à ceux utilisés dans le pays de première diffusion en français, soit la Suisse (saisons 2 et 3), les autres sont indiqués en second le cas échéant, selon les conventions du projet séries télévisées.

### Première saison (2006-2007)
Composée de vingt-trois épisodes, elle a été diffusée du 25 septembre 2006 au 21 mai 2007 sur NBC, aux États-Unis.

#### Volume 1:Genesis
1. Hors du commun… (Genesis) (53 minutes)
2. Découvertes en série (Don't Look Back)
3. Un pas de géant (One Giant Leap)
4. Collision (Collision)
5. Hiros (Hiros)
6. Double Je (Better Halves)
7. Rien à cacher (Nothing To Hide)
8. Minuit moins sept (Seven Minutes To Midnight)
9. Le Couronnement (Homecoming)
10. La Naissance du mal (Six Months Ago)
11. Contrecoup (Fallout)
12. Ententes et Mésententes (Godsend)
13. Le Remède (The Fix)
14. La Fille d’eux (Distractions)
15. Mauvaises Rencontres (Run!)
16. Inattendus (Unexpected)
17. L’Homme de main (Company Man)
18. Parasite (Parasite)
19. 0,07 % (.07%)
20. Dans cinq ans (Five Years Gone)
21. L’Enfant prodigue (The Hard Part)
22. L’Heure de la victoire (Landslide)
23. La Bombe humaine (How to Stop an Exploding Man)

### Deuxième saison (2007)
Le 17 janvier 2007, la série a été renouvelée pour une deuxième saison de vingt-quatre épisodes, mais en raison de la grève de la Writers Guild of America de 2007, cette saison est composée de onze épisodes. Elle a été diffusée du 24 septembre 2007 au 3 décembre 2007 sur NBC, aux États-Unis.

#### Volume 2:Générations
Pour les informations des titres français différents voir la note ci-dessus.
1. Quatre Mois plus tard (Four Months Later)
2. Coupé court… (Lizards)
3. Vol d’essai (Kindred)
4. Pères et Manques (The Kindness of Strangers)
5. Pire Cauchemar / Le Pire Cauchemar (Fight or Flight)
6. La Ligne / Franchissements (The Line)
7. Contre la montre / Hors du temps (Out of Time)
8. Quatre Mois plus tôt (Four Months Ago)
9. Contes édifiants / Moyens de pression (Cautionary Tales)
10. Souche 138 / La Souche du mal (Truth and Consequences)
11. Renaître ou Mourir / Expositions (Powerless)

### Troisième saison (2008-2009)
Le 13 février 2008, la série a été renouvelée pour une troisième saison de vingt-cinq épisodes, découpée en deux tomes. Elle a été diffusée du 22 septembre 2008 au 27 avril 2009 sur NBC, aux États-Unis.

#### Volume 3:Les Traîtres
Pour les informations des titres français différents voir la note ci-dessus.
1. Le Second Avènement / En quête de pouvoir (The Second Coming)
2. L’Effet papillon (The Butterfly Effect)
3. Une des nôtres, un des leurs (One of Us, One of Them)
4. Formule mortelle / Le Monde à l'envers (I Am Become Death)
5. Des anges et des monstres / Monstres et Merveilles (Angels and Monsters)
6. Le Crépuscule des hommes (Dying of the Light)
7. Tu seras ce que je suis (Eris Quod Sum)
8. Les Traîtres (Villains)
9. Le Catalyseur / Le Jour d'avant (It's Coming)
10. L’Éclipse, première partie (The Eclipse: Part One)
11. L’Éclipse, deuxième partie (The Eclipse: Part Two)
12. Notre père / À la source (Our Father)
13. Lutte fratricide / Le Dernier Combat (Dual)

#### Volume 4:Les Fugitifs
Pour les informations des titres français différents voir la note ci-dessus.
1. État d’alerte / La chasse est ouverte (A Clear and Present Danger)
2. La chasse est ouverte / La Traque (Trust and Blood)
3. Bâtiment 26 (Building 26)
4. Guerres froides / Guerre froide (Cold Wars)
5. Vulnérables / À découvert (Exposed)
6. Tout le pouvoir du monde / Le Fils prodigue (Shades of Gray)
7. Coup de froid / La Reine des neiges (Cold Snap)
8. Terre d'asile / Alliances (Into Asylum)
9. Dans la gueule du loup / Son vrai visage (Turn and Face the Strange)
10. 1961 / Là où tout a commencé (1961)
11. Je suis Sylar (I Am Sylar)
12. Le Fil invisible / Un choix irréversible (An Invisible Thread)

### Quatrième saison (2009-2010)
Le 4 mai 2009, la série a été renouvelée pour une quatrième et dernière saison de dix-neuf épisodes. Elle a été diffusée du 21 septembre 2009 au 8 février 2010 sur NBC, aux États-Unis.

#### Volume 5:Rédemption
1. Déboussolés (Orientation)
2. La Clé du temps (Jump, Push, Fall)
3. Éveil des sens (Ink)
4. Connaître ses limites (Acceptance)
5. Aveuglés (Hysterical Blindness)
6. Le Palais des glaces (Tabula Rasa)
7. Étrange attraction (Strange Attractors)
8. Pour l’amour de Charlie (Once Upon A Time In Texas)
9. Les Fantômes du passé (Shadowboxing)
10. Perte de contrôle (Brother's Keeper)
11. Réunions de famille (Thanksgiving)
12. La Cinquième Étape du deuil (The Fifth Stage)
13. La Première Pierre (Upon This Rock)
14. Le Temps des larmes (Let It Bleed)
15. La Joueuse de violoncelle (Close To You)
16. La Maison de ses rêves (Pass/Fail)
17. Tout n’est qu’une illusion (The Art of Deception)
18. Le Mur (The Wall)
19. Le Meilleur des mondes (Brave New World)

### Heroes Reborn(2015)
Le 22 février 2014, NBC annonce le retour de Heroes avec une mini-série de treize épisodes, intitulée Heroes Reborn, faisant suite à cette même série. Elle est diffusée depuis le 24 septembre 2015 sur NBC, aux États-Unis.

#### Volume 1:Le Réveil
1. Le Meilleur des mondes (Brave New World)
2. Odessa (Odessa)
3. Sous le masque (Under the Mask)
4. Pour sauver les siens (The Needs of Many)
5. Le Repaire du lion (The Lion's Den)
6. Game Over (Game Over)
7. 13 juin, première partie (June 13th: Part One)
8. 13 juin, deuxième partie (June 13th: Part Two)
9. Ice crime (Sundae, Bloody Sundae)
10. 11:53 pour Odessa (11:53 to Odessa)
11. Faites entrer les clones (Send in the Clones)
12. Les Cicatrices de la vie (Company Woman)
13. Project Return (Project Reborn)

Source titres originaux,
Source des titres FR

### Webisodes
1. titre français inconnu (Going Postal) (3 parties)
2. titre français inconnu (Destiny) (4 parties)
3. titre français inconnu (The Recruit) (5 parties)
4. titre français inconnu (Hard Knox) (4 parties)
5. titre français inconnu (Nowhere Man) (4 parties)
6. titre français inconnu (Slow Burn (Lydia's Tale)) (10 parties)
7. titre français inconnu (Dark Matters) (6 parties)